# Les Planes (Rivert)
Les Planes, és una plana en part constituïda per camps de conreu del terme municipal de Conca de Dalt, al Pallars Jussà, a l'antic terme de Toralla i Serradell, en el territori del poble de Rivert.
Estan situades a l'extrem sud del terme municipal, dins de l'antic terme de Toralla i Serradell, al sud-est de Rivert. Són a la dreta del barranc de Rivert, al sud de Caborrius, al sud-oest de les Vinyes i a ponent de Sensuis. A migdia seu s'estén l'Obac de les Planes, que en pren el nom.